# Thioanisol
Thioanisol ist eine chemische Verbindung aus der Gruppe der Thioether und ist ein Schwefelanalogon von Anisol.

## Gewinnung und Darstellung
Es kann durch die Methylierung von Thiophenol hergestellt werden.
Es kann auch durch Alkylierung von Natriumthiophenolat mit Dimethylsulfat oder einem Trialkylammoniumiodid dargestellt werden.

## Eigenschaften
Thioanisol ist eine farblose, entzündliche Flüssigkeit mit charakteristischem, unangenehmem Geruch, die sehr schwer löslich in Wasser ist.

## Verwendung
Thioanisol wird als Zwischenprodukt zur Herstellung von Farbstoffen, Pharmazeutika und Agrochemikalien verwendet. Es wird auch zur Herstellung von stabilen Sulfoniumsalzen, Sulfoxiden und Sulfonen und für die Spaltung von Methylethern in Verbindung mit Trifluormethansulfonsäure verwendet. Es dient auch als Aromastoff oder Adjuvans und ist ein wichtiges Ausgangsmaterial für die Synthese von 3-substituierten Benzo[b]thiophenen. Bei der Peptidsynthese wird es auch als Hilfsstoff (Scavenger) eingesetzt.

## Sicherheitshinweise
Die Dämpfe von Methylphenylsulfid können mit Luft ein explosionsfähiges Gemisch (Flammpunkt 57 °C) bilden.